# Talakag, Bukidnon
Talakag là một đô thị hạng 2 ở tỉnh Bukidnon, Philippines. Theo điều tra dân số năm 2000, đô thị này có dân số 48.326 người và 8.342 hộ.

## Các đơn vị hành chính

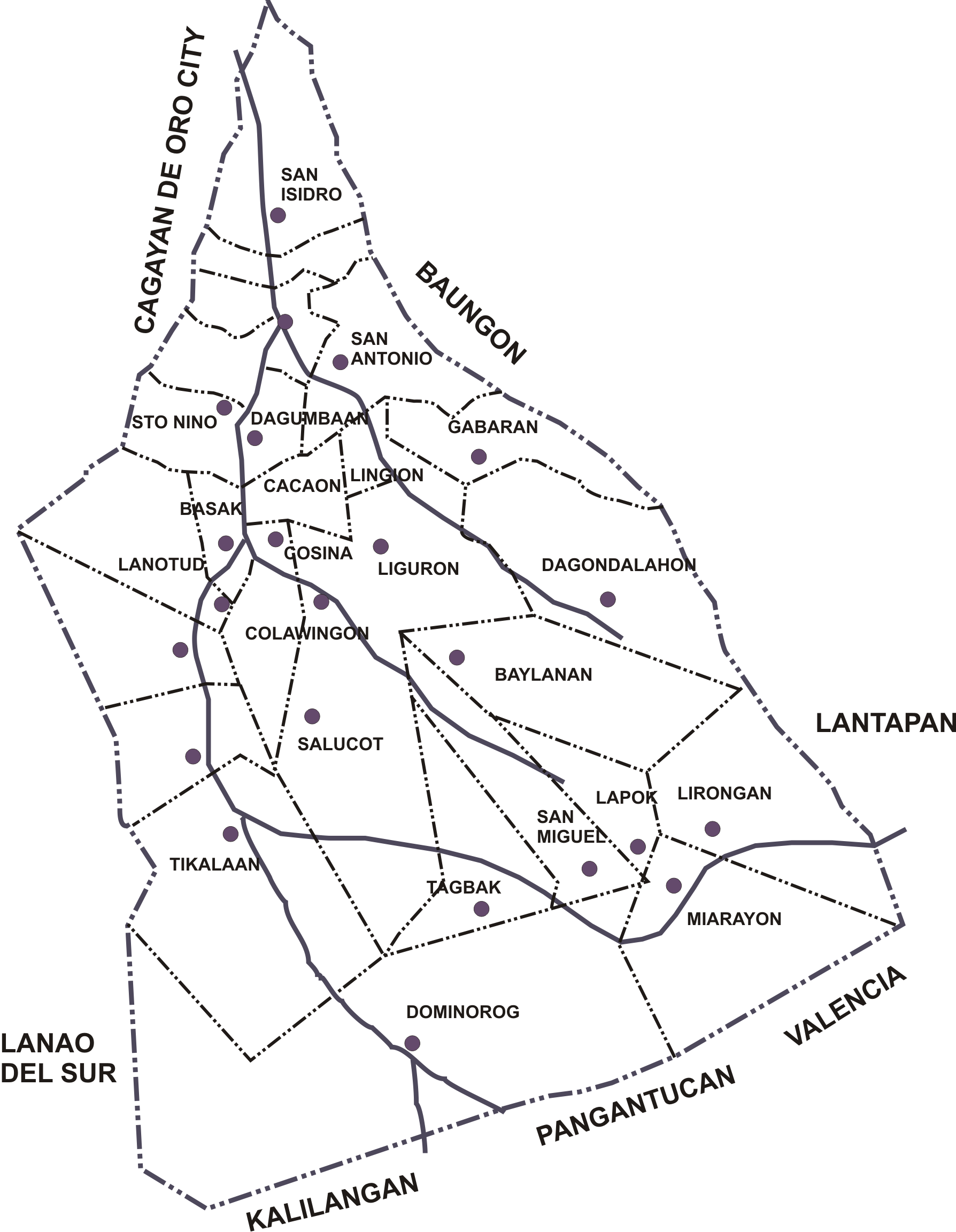
Bản đồ đô thị Talakag

Talakag được chia thành 29 barangay.
| - Basak - Baylanan - Cacaon - Colawingon - Cosina - Dagumbaan - Dagundalahon - Dominorog - Lapok - Indulang - Lantud - Liguron - Lingi-on - Lirongan - Santo Niño (Lumbayawa) | - Miarayon - Barangay 1 (Pob.) - Barangay 2 (Pob.) - Barangay 3 (Pob.) - Barangay 4 (Pob.) - Barangay 5 (Pob.) - Sagaran - Salucot - San Antonio - San Isidro - San Miguel - San Rafael - Tagbak - Tikalaan |